# 藤澤美羽
藤澤 美羽（ふじさわ みう、1991年8月10日 - ）は、東京都出身の元AV女優。身長:160cm。スリーサイズ:B83(C)・W58・H85cm。バンビプロモーションに所属していた。

## 略歴・人物
2012年1月にプレステージからAVデビュー。サンテレビのおとなの子守唄でテレビ出演もしていた。

## 出演作品
2012年
- エスカレートするドしろーと娘 192（1月1日、プレステージ）
- シロウトハンター 17（1月11日、プレステージ）
- 絶対的美少女、お貸しします。 ACT.15（2月10日、プレステージ）
- 一泊二日、美少女完全予約制。（2月21日、プレステージ）
- 従順ペット候補生 #019 （3月13日、プレステージ）
- AV女優、体験中（3月22日、プレステージ）
- セックスと制服（4月3日、プレステージ）セルビデオショップ限定
- 藤澤美羽がご奉仕しちゃう 最新やみつきエステ（4月12日、プレステージ）
- プレステージ専属女優、全国各地に出没します。（5月2日、プレステージ）共演:加藤リナ、朱音ゆい、長谷川ゆな、白石夏美、水谷心音（藤崎りお）、有紀かな、小橋咲
- 僕を誘惑する隣の綺麗なお姉さん（5月11日、プレステージ）
- 美羽の一日花嫁修業（6月1日、プレステージ）
- 100％美少女（6月22日、プレステージ）
- 加藤リナと藤澤美羽がイク!! いやん◆旅行（7月3日、プレステージ）共演:加藤リナ
- 終わらせない連続射精（7月20日、プレステージ）
- 海でしようよ（8月10日、プレステージ）
- 藤澤美羽、満足度満点ソープ（8月21日、プレステージ）
- 濡れぬれスクールバケーション！！（9月11日、プレステージ）
- 愛人スイートルーム（9月21日、プレステージ）
- 藤澤美羽 PRESTIGE PREMIUM BEST（11月9日、プレステージ）

2013年
- 天然成分由来　美羽汁100%（2月13日、プレステージ）
- 働くオンナ2 Vol.38 プレステージ専属女優のガチなOL生活大公開（3月12日、プレステージ）
- 究極の桃尻エロティシズム（4月2日、プレステージ）
- 涙のAV引退　藤澤美羽とエスカレートしすぎるドしろーと男がイク!!　プレステージ的ファン感謝祭!!バスツアー（5月1日、プレステージ）

## テレビ出演
- おとなの子守唄（サンテレビ）